# Wielka ucieczka (film)
Wielka ucieczka (tytuł oryginalny The Great Escape) – amerykański film wojenny z roku 1963 w reżyserii Johna Sturgesa.
Kanwą dla filmu była powieść The Great Escape Paula Brickhilla oraz historia tzw. Wielkiej ucieczki z niemieckiego obozu jenieckiego dla lotników Stalag Luft III niedaleko miejscowości Żagań na terenie dzisiejszej Polski.

## Fabuła
Akcja filmu dzieje się w 1943 r. w obozie jenieckim Stalag Luft Nor, utworzonym przez III Rzeszę. Trafiają tam alianccy piloci m.in.: Roger Barlett (Richard Attenborough), kapitan Hilts (Steve McQueen), porucznik Hendley (James Garner) i porucznik Danny Velinski (Charles Bronson). Łączą siły, aby wspólnie opracować plan ucieczki dla co najmniej 250 jeńców.

## Obsada
- Steve McQueen – kpt. USAAF Virgil Hilts / The Cooler King
- James Garner – kpt. RAF Bob Hendley / The Scrounger
- Richard Attenborough – mjr RAF Roger Bartlett / Big X
- James Donald – płk RAF Ramsey / The SBO
- Charles Bronson – kpt. RAF Danny Velinski / Tunnel King
- Donald Pleasence – kpt. RAF Colin Blythe / The Forger
- James Coburn – por. RAAF Louis Sedgwick / The Manufacturer
- Hannes Messemer – por. Luftwaffe „The Kommandant” von Luger
- David McCallum – kmdr ppor. FAA Eric Ashley-Pitt / Dispersal
- Gordon Jackson – kpt. RAF Andy „Mac” MacDonald RAF / Intelligence
- John Leyton – kpt. RAF William „Willie” Dickes / Tunnel King
- Angus Lennie – por. RAF Archibald „Archie” Ives / The Mole
- Nigel Stock – kpt. RAF Denis Cavendish / The Surveyor
- Robert Graf – Werner / The Ferret
- Jud Taylor – ppor. USAAF Goff
- Harry Riebauer – chor. Wehrmachtu Strachwitz / The Security Sergeant
- William Russell – kpt. RAF Sorren / Security
- Robert Freitag – kpt. Wermachtu Posen / The Adjutant
- Ulrich Beiger – oficer gestapo Preissen
- George Mikell – por. SS Dietrich
- Lawrence Montaigne – por. RCAF Haynes / Diversions
- Robert Desmond – por. RAF „Griff” Griffith / The Tailor
- Til Kiwe – Frick
- Heinz Weiss – Kramer
- Tom Adams – kpt. RAF „Dai” Nimmo / Diversions
- Karl-Otto Alberty – ppor. SS Steinach